# Сеть Радио Филиппин
Сеть Радио Филиппин (RPN) — филиппинская теле- и радиокомпания, базирующаяся в Кесон-Сити. В настоящее время контрольный пакет акций принадлежит Nine Media Corporation, входящей в группу компаний ALC; вместе с другими заинтересованными сторонами: Управление по связям с общественностью президента (PCO) и компания Far East Managers and Investors Inc. (принадлежащий семье г. Роберто Бенедикто), и частный сектор. 
Главный офис и передатчик сети расположены на проспекте Панай, Брги. Южный Треугольник также находится в Кесон-Сити. Основанная Джеймсом Линденбергом до приватизации, это была дочерняя станция нынешней Межконтинентальной радиовещательной корпорации, находящейся в собственности и под контролем правительства, и ранее являвшаяся филиалом нынешней PCO, несмотря на то, что она владела миноритарной долей в 20 %.
Сеть Радио Филиппин управляет телевизионными станциями, эфирное время которых арендует её материнская компания Nine Media и поставщик контента TV5 Network, выступающая в качестве основных вещателей RPTV. RPN также управляет региональными AM-радиостанциями под брендом Radyo Ronda, является частичным филиалом дочерней станции DWIZ в Метро Манилы.